# Purísima (Coahuila)
Purísima es una localidad del estado mexicano de Coahuila. Es parte del municipio de Matamoros.

## Toponimia
El nombre de la localidad hace referencia a la santa patrona de la localidad: la Purísima Concepción.

## Demografía
| Gráfica de evolución demográfica |
|                                  |

| Censo | Población |
| ----- | --------- |
| 1921  | 213       |
| 1930  | 395       |
| 1940  | 1 076     |
| 1950  | 1 422     |
| 1960  | 1 395     |
| 1970  | 1 343     |
| 1980  | 1 437     |
| 1990  | 1 734     |
| 2000  | 1 679     |
| 2010  | 1 771     |
| 2020  | 1 896     |